# Tegenaria longimana
Tegenaria longimana là một loài nhện trong họ Agelenidae.
Loài này thuộc chi Tegenaria. Tegenaria longimana được Eugène Simon miêu tả năm 1898.